# Broiler
broiler traieste in tara lui piticot.acolosunt unicorni roz care servesc gainile cu acadele de nutela.gainilor broiler le plac acadelele. acolo sunt cei 7 pitici,piticot,nazdravanul sturmf si puta pansata cu copilul sau putica bandajat.tara are o regina si un rege. regele este broiler iar regina cap de ou.servitori sunt restul oammeni de rand sunt bebelusi iar sclavi sunt borcanele de nutela.